# Таннгайм (Баден-Вюртемберг)
Таннгайм (нім. Tannheim) — громада в Німеччині, знаходиться в землі Баден-Вюртемберг. Підпорядковується адміністративному округу Тюбінген. Входить до складу району Біберах.
Площа — 27,68 км2. Населення становить 2498 ос. (станом на 31 грудня 2020).